# Huttla kvarn
Huttla kvarn är en hjulkvarn och sågverk som ligger i Afsån i Naums socken utanför Vara. Den finns omnämnd 1878, men kan vara äldre.
Anläggningen drivs sedan 1950-talet av Naums hembygdsförening som även byggt upp några andra lokaler där. Namnet kommer från att vattenflödet tidvis var ojämnt och då sade man förr att det huttlade.

## Bilder

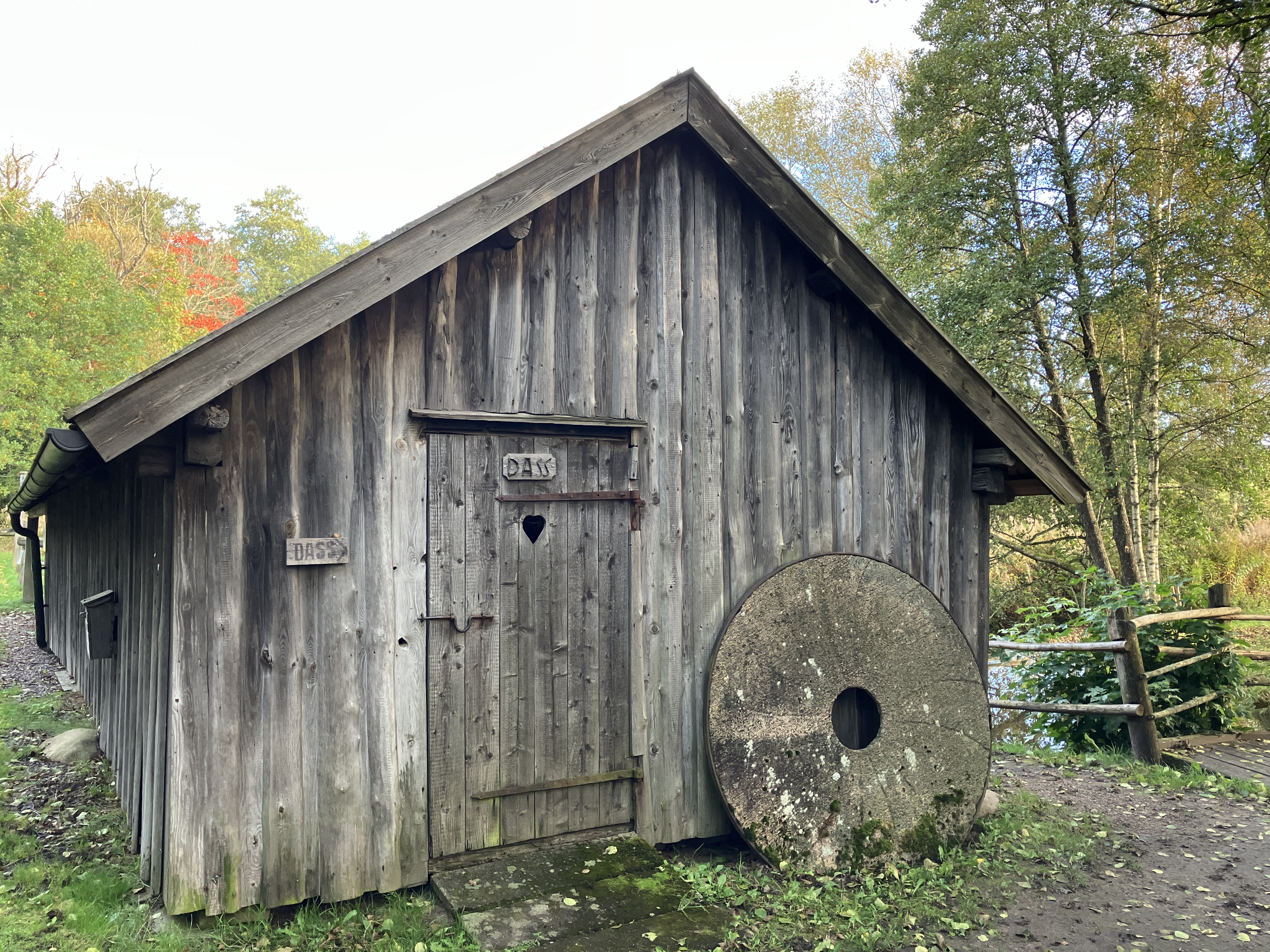
Huttla kvarn
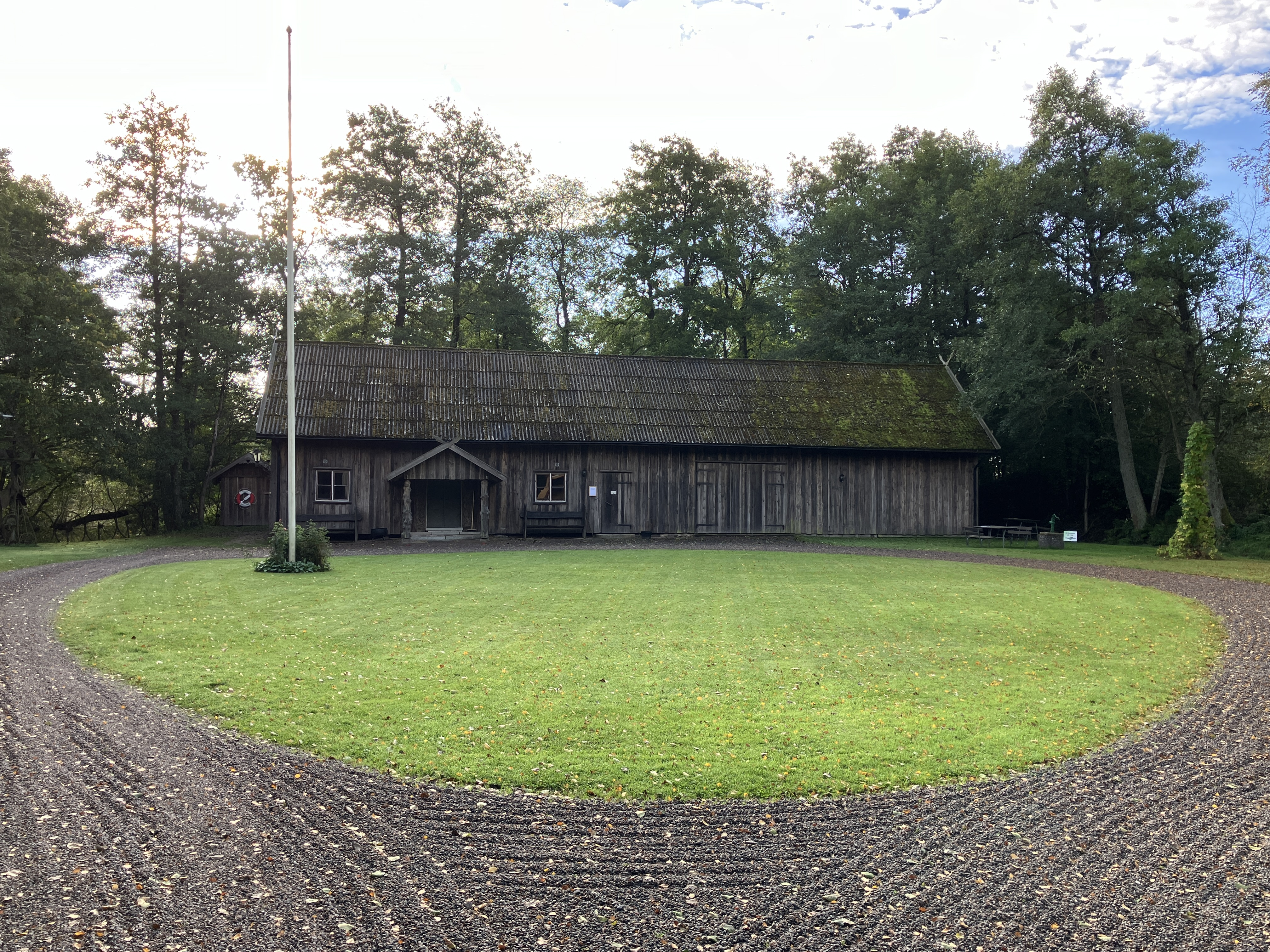
Huttla kvarn museum
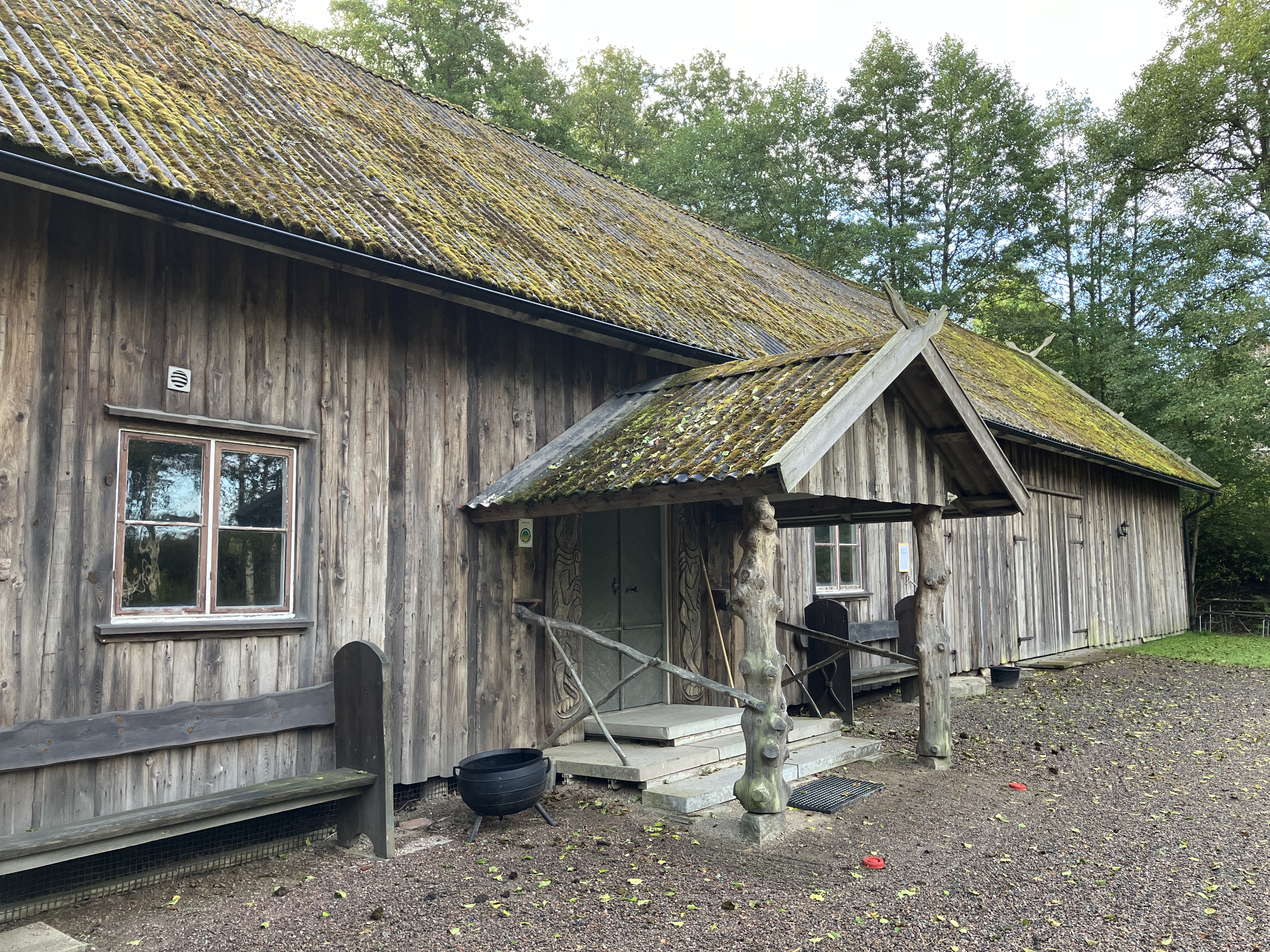
Huttla kvarn museum
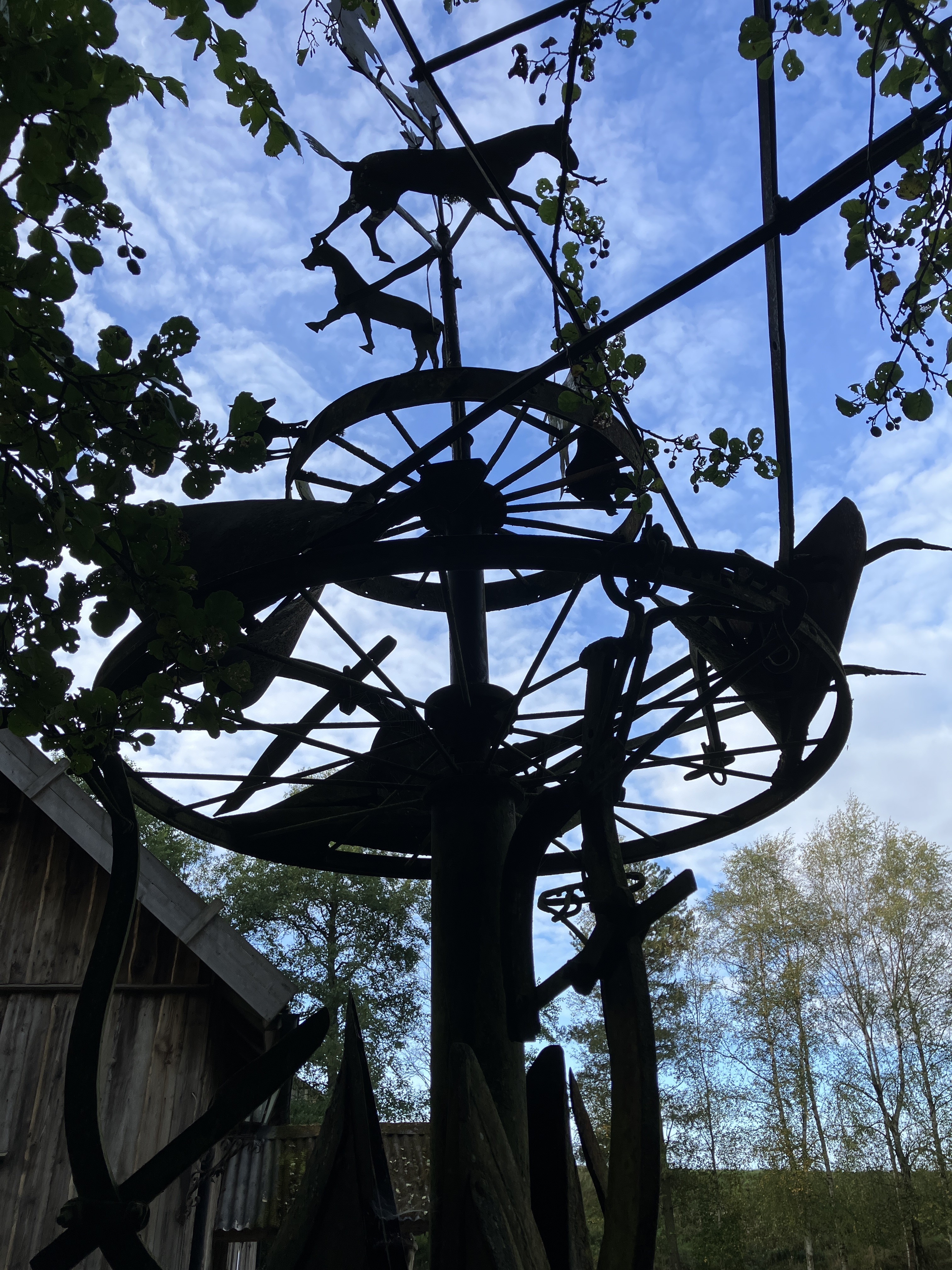
Huttla kvarn skulptur